# Axana Dziamidava
Axana Yauhienauna Dziamidava –en bielorruso, Аксана Яўгенаўна Дзямідава– (Minsk, 23 de diciembre de 1993) es una deportista bielorrusa que compitió en natación. Ganó una medalla de bronce en el Campeonato Europeo de Natación en Piscina Corta de 2012, en la prueba de 4 × 50 m libre.

## Palmarés internacional
| Campeonato Europeo en Piscina Corta | Campeonato Europeo en Piscina Corta | Campeonato Europeo en Piscina Corta | Campeonato Europeo en Piscina Corta |
| Año                                 | Lugar                               | Medalla                             | Prueba                              |
| ----------------------------------- | ----------------------------------- | ----------------------------------- | ----------------------------------- |
| 2012                                | Chartres (Francia)                  | Medalla de bronce                   | 4 × 50 m libre                      |